# Marathrum squamosum
Marathrum squamosum là một loài thực vật có hoa trong họ Podostemaceae. Loài này được Wedd. mô tả khoa học đầu tiên năm 1873.